# Faloppia
Der Faloppia ist ein rund 9 Kilometer langer rechter Nebenfluss der Breggia in der italienischen Provinz Como und im Schweizer Kanton Tessin. Der Flusslauf liegt auf einer Länge von 5,7 Kilometern in Italien sowie auf einer Länge von 4,7 Kilometern in der Schweiz.

## Verlauf
Der Faloppia entsteht auf etwa 330 m s.l.m. durch den Zusammenfluss zweier kurzer Quellbäche in einem kleinen Waldgebiet. Die Bäche vereinigen sich direkt auf der Gemeindegrenze von Faloppio und Uggiate-Trevano zwischen den Fraktionen Gaggino im Süden und Trevano im Norden.  
Nach kurzem Lauf nach Nordosten vollzieht er einen Bogen nach Süden. Er fließt an einer Kiesgrube wenig östlich von Gaggino vorbei, nach der er vollständig auf dem Gemeindegebiet von Faloppio verläuft. Der Faloppia passiert Camnago Faloppia und wendet sich wieder gegen Nordosten. Bei Filatoio bildet er wieder kurz die Grenze zwischen Uggiate-Trevano und Faloppio, ehe er die Grenze zwischen Uggiate-Trevano am linken und Colverde bei der Fraktion Drezzo am rechten Ufer bildet. Es folgt am linken Ufer die Gemeinde Ronago, in der er kurz vollständig verläuft, bevor der Fluss die Grenze zwischen Italien und der Schweiz auf Höhe der Gemeinde Chiasso bildet.
Der Faloppia fließt nach Nordnordost, wobei er die Fraktion Fornace passiert. Bei Resiga vollzieht der Fluss einen Bogen nach Osten und überschreitet dabei die Staatsgrenze zur Schweiz vollständig. Der jetzt kanalisierte Faloppia bildet zugleich kurz die Gemeindegrenze zwischen Novazzano am linken und Chiasso am rechten Ufer. Dabei nimmt er von links mit dem etwa gleich großen Motta seinen wichtigsten Zufluss auf, nach dessen Einmündung am linken Ufer die Gemeinde Balerna folgt.
Er fließt dem nördlichen Abhang der bewaldeten Collina del Penz entlang, an der mehrere kurze Bäche entspringen, die den Faloppia speisen. Von links fließt dem Fluss hier der Riale di Balerna zu, der den an das linke Ufer angrenzenden Güterbahnhof Chiasso unterquert. Dessen Gleise überbrücken den Fluss bei Guasto, während er gleichzeitig die Gemeindegrenze überquert und nun vollständig in der Gemeinde Chiasso verläuft.
Er durchquert Chiasso und wendet sich nur kurz vor der Staatsgrenze gegen Nordosten, wobei er die Bahnstrecke Chiasso–Mailand sowie einen Teil von Chiasso unterquert. Kurz nach der A2 und direkt vor der Mündung tritt der Faloppia wieder an die Oberfläche. Schließlich mündet er nur etwa 5 Meter westlich der Grenze zu Italien auf 226 m ü. M. von rechts in die Breggia.